# Martin Jay Sherwin
Martin Jay Sherwin (Nova Iorque, 2 de julho de 1937 — Washington, D.C. 6 de outubro de 2021), foi um historiador americano. Sua pesquisa tratou principalmente da história das armas nucleares e da proliferação nuclear. Ele atuou no corpo docente da Universidade de Princeton, da Universidade da Pensilvânia, da Universidade da Califórnia, Berkeley, e como professor na Universidade Tufts, onde fundou o Centro de História e Humanidades da Era Nuclear. 
Sherwin é mais conhecido por sua biografia de J. Robert Oppenheimer, coescrita com Kai Bird, intitulada "American Prometheus: The Triumph and Tragedy of J. Robert Oppenheimer". Este trabalho levou mais de duas décadas para ser concluído e ganhou o Prêmio Pulitzer de Biografia em 2006. Além de seus livros, Sherwin teve uma longa e distinta carreira acadêmica, lecionando em várias universidades de prestígio, incluindo Princeton, Universidade da Pensilvânia, Universidade da Califórnia, Berkeley, e Tufts. Em 1988, ele fundou o Global Classroom Project, que promoveu diálogos entre estudantes dos Estados Unidos e da Rússia sobre questões como a corrida armamentista nuclear. Sherwin também colaborou em diversos documentários e séries de televisão relacionadas ao Projeto Manhattan e à história nuclear, como "The Day After Trinity" e "War and Peace in the Nuclear Age". Ele faleceu em 2021, deixando um legado significativo na historiografia nuclear e na educação sobre os perigos das armas nucleares.
Ele também colaborou com o coautor Kai Bird em uma biografia de J. Robert Oppenheimer, conhecido como "pai da bomba atômica", intitulada American Prometheus. Sherwin trabalhou no livro por duas décadas antes de colaborar com Bird para finalizá-lo. Sherwin e Bird compartilharam o Prêmio Pulitzer de 2006 de Biografia ou Autobiografia pelo trabalho.